# Lomographa alba
Lomographa alba är en fjärilsart som beskrevs av Moore 1887. Lomographa alba ingår i släktet Lomographa och familjen mätare. Inga underarter finns listade i Catalogue of Life.